# Корин Грифит
Корин Грифит (енгл. Corinne Griffith) је била америчка глумица, рођена 21. новембра 1894. године у Тексаркани, (Тексас) а преминула 13. јула 1979. године у Санта Моники (Калифорнија). Позната под надимком Орхидејска дама, била је једна од најпопуларнијих глумица немог филма двадесетих. Номинована је за Оскара за најбољу главну глумицу за улогу у филму Божанствена жена.